# Palencia de Negrilla
Palencia de Negrilla és un municipi de la província de Salamanca a la comunitat autònoma de Castella i Lleó. Limita al Nord amb Topas i Torreperales (Negrilla de Palencia), a l'Est amb Tardáguila i Negrilla de Palencia, al Sud amb Castellanos de Villiquera i a l'Oest amb Valdunciel.

## Demografia
| 1991 | 1996 | 2001 | 2004 |
| ---- | ---- | ---- | ---- |
| 211  | 216  | 184  | 181  |